# ツクモグサ
ツクモグサ（九十九草 Pulsatilla nipponica）は、キンポウゲ科オキナグサ属の多年草。

## 特徴
高山植物の中でも開花が最も早く6月上旬ごろから咲き始め、花茎の高さは5cm、花後の茎高は15cmほどになる。花は約3.5cm、上を向いた漏斗状の6枚の萼片が花弁状になり、緑色がかったクリーム色を呈する。萼片は晴れた日には開き、外側は白色の毛で覆われる。葉は掌状に細かく深裂し、はじめ白色の毛をまとうがのちに脱落し緑色となる。

## 分布と生育環境
日本固有の高山植物で、高山帯の岩礫地・稜線沿いの風衝草地に生える。分布地は北海道の利尻島・ポロヌプリ山・大雪山群・芦別岳・日高山脈北部、本州の白馬岳・八ヶ岳に限られる。絶滅危惧IB類の絶滅危惧種であり、数百個体が現存すると推定されている。

## 保護上の位置づけ
絶滅危惧IB類 (EN)（環境省レッドリスト）

## 近縁種
- オキナグサ（翁草 Pulsatilla cernua ）